# 1784
| [ Edytuj tabelę ]                  | |
| Król Polski                        | - 1764 Stanisław August Poniatowski 1795 |
| Emir Afganistanu                   | - 1772 Timur Szah Durrani 1793 |
| Współksiążęta Andory               | - 1774 Ludwik XVI 1792 |
| Elektor Bawarii                    | - 1777 Karol Teodor 1799 |
| Sułtan Brunei                      | - 1762 Omar Ali Saifuddin I 1795 |
| Cesarz Chin                        | - 1735 Qianlong 1796 |
| Król Czech                         | - 1780 Józef II Habsburg 1790 |
| Król Danii                         | - 1766 Chrystian VII 1808 |
| Dalajlama                          | - 1758 Jamphel Gjaco 1804 |
| Król Francji                       | - 1774 Ludwik XVI 1792 |
| Król Gruzji                        | - 1762 Herakliusz II 1798 |
| Król Hiszpanii                     | - 1759 Karol III 1788 |
| Landgraf Hesji-Kassel              | - 1760 Fryderyk II Heski 1785 |
| Stadhouder Holandii                | - 1751 Wilhelm V Orański 1795 |
| Szach Iranu                        | - 1782 Ali Murad Chan 1785 |
| Państwo Wielkich Mogołów           | - 1759 Shah Alam II 1806 |
| Król Irlandii                      | - 1760 Jerzy III Hanowerski 1820 |
| Cesarz Japonii                     | - 1779 Kōkaku 1817 |
| Kalif                              | - 1773 Abdülhamid I 1789 |
| Prezydent Kongresu Kontynentalnego | - 1783 Thomas Mifflin 1784 - 1784 Richard Henry Lee 1785                                                                                        |
| Patriarcha Konstantynopola         | - 1780 Gabriel IV 1785 |
| Władca Korei                       | - 1776 Chŏngjo 1800 |
| Książę Kurlandii i Semigalii       | - 1769 Piotr Biron 1795 |
| Emir Kuwejtu                       | - 1762 Abd Allah I 1814 |
| Książę Liechtensteinu              | - 1781 Alojzy I 1805 |
| Sułtan Maroka                      | - 1757 Muhammad III 1790 |
| Książę Monako                      | - 1733 Honoriusz III 1793 |
| Król Nawarry                       | - 1774 Ludwik XVI 1791 |
| Król Nepalu                        | - 1777 Rana Bahadur 1799 |
| Król Norwegii                      | - 1766 Chrystian VII 1784 - 1784 Fryderyk VI 1814                                                                                               |
| Sułtan Omanu                       | - 1783 Sa’id ibn Ahmad 1786 |
| Elektor Palatynatu                 | - 1742 Karol IV Teodor 1799 |
| Papież                             | - 1775 Pius VI 1799 |
| Książę Parmy i Piacenzy            | - 1765 Ferdynand 1802 |
| Król Portugalii                    | - 1777 Maria I 1816 - 1777 Piotr III (król iure uxoris) 1786                                                                                    |
| Król Prus                          | - 1772 Fryderyk II Wielki 1786 |
| Car Rosji                          | - 1762 Katarzyna II Wielka 1796 |
| Cesarz Rzymski (niemiecki)         | - 1765 Józef II Habsburg 1790 |
| Kapitanowie Regenci San Marino     | - 1783 Giuliano Gozi Pier Francesco Vita 1784 - 1784 Giambattista Zampini Angelo Ortolani 1784 - 1784 Francesco Manenti Marino Francesconi 1785 |
| Elektor Saksonii                   | - 1763 Fryderyk August III 1806 |
| Król Sardynii                      | - 1773 Wiktor Amadeusz III 1796 |
| Król Szwecji                       | - 1771 Gustaw III 1792 |
| Król Tajlandii                     | - 1782 Buddha Yodfa Chulalok 1809 |
| Sułtan Turków                      | - 1774 Abdülhamid I 1789 |
| Doża Wenecji                       | - 1779 Paolo Renier 1789 |
| Król Węgier                        | - 1780 Józef II 1790 |
| Monarcha Wielkiej Brytanii         | - 1760 Jerzy III 1820 |
| Premier Wielkiej Brytanii          | - 1783 William Pitt Młodszy 1801 |
| Cesarz Wietnamu                    | - 1778 Thái Đức 1788 |

Rok 1784 / MDCCLXXXIV
stulecia: XVII wiek ~
XVIII wiek ~
XIX wiek

lata: 1774 «
1779 «
1780 «
1781 «
1782 «
1783 «
1784
» 1785
» 1786
» 1787
» 1788
» 1789
» 1794

## Wydarzenia w Polsce
- 17 stycznia – w Krakowie, w dzielnicy Wesoła, rozpoczęły się udane eksperymenty ze wzlotem balonu. Inicjatorami byli krakowscy uczeni: Jan Śniadecki, Jan Dominik Jaśkiewicz, Franciszek Scheidt i Jan Szaster. Balon wzniósł się na wysokość około 4 700 m i utrzymywał się w powietrzu przez 33 minuty.
- 12 lutego – w Warszawie w obecności króla Stanisława Augusta, nadworny chemik i mineralog królewski Stanisław Okraszewski dokonał udanej próby wypuszczenia w powietrze balonu napełnionego wodorem.
- Tadeusz Kościuszko wrócił do Polski po udziale w wojnie o niepodległość Stanów Zjednoczonych Ameryki.
- Początek przebudowy Łazienek Królewskich w Warszawie.

## Wydarzenia na świecie
- 14 stycznia – Stany Zjednoczone ratyfikowały traktat pokojowy z Anglią, kończący wojnę o niepodległość.
- 16 lutego – Iyasu III został cesarzem Etiopii.
- 11 marca – podpisano traktat z Mangaluru kończący II wojnę Brytyjczyków z Królestwem Majsur w Indiach.
- 14 kwietnia – następca duńskiego tronu książę Fryderyk VI Oldenburg, zastępujący chorego psychicznie ojca Chrystiana VII, obalił ministra Ove Høegh-Guldberga i przejął pełnię władzy w kraju.
- 27 kwietnia – w Paryżu odbyła się premiera komedii Wesele Figara Pierre’a Beaumarchais’go.
- 30 maja – w Paryżu podpisano traktat pokojowy kończący IV wojnę angielsko-holenderską.
- 3 czerwca – Kongres Stanów Zjednoczonych przyjął ustawę powołującą Armię Stanów Zjednoczonych.
- 14 sierpnia – rosyjski handlarz Grigorij Szelichow założył na wyspie Kodiak pierwszą rosyjską osadę na Alasce.
- 7 grudnia – bitwa pod Mihăileni
- 23 grudnia – decyzją Kongresu Kontynentalnego stolicą Stanów Zjednoczonych został wybrany Nowy Jork (do 1790 roku).
- Do Anglii dotarła pierwsza dostawa importowanej amerykańskiej bawełny.
- W Japonii panował głód, zmarło 300 tys. ludzi.
- Antoine Lavoisier wprowadził pierwsze metody analizy ilościowej do chemii.
- Powstanie chłopskie w Siedmiogrodzie

## Urodzili się
- 12 marca – William Buckland, angielski geolog i paleontolog (zm. 1856)
- 4 kwietnia – Zorian Dołęga-Chodakowski, polski etnograf i historyk, prekursor badań nad kulturą przedchrześcijańską na ziemiach polskich (zm. 1825)
- 5 kwietnia – Wincenty Niemojowski, polski polityk, krytyk literacki, tłumacz (zm. 1834)
- 27 maja – Leon Borowski, polski filolog, krytyk literacki (zm. 1846)
- 22 lipca – Friedrich Wilhelm Bessel, niemiecki astronom i matematyk (zm. 1846)
- 11 września – Ludwik Pavoni, włoski ksiądz, święty katolicki (zm. 1849)
- 29 października – Wincencja Gerosa, współzałożycielka Zgromadzenia Sióstr Maryi Dziewicy, święta katolicka (zm. 1847)
- 8 listopada – Teodor Narbutt, polski inżynier wojskowy, bibliofil, historyk (zm. 1864)
- 20 listopada – Marianne Jung, austriacka aktorka i tancerka, muza Goethego (zm. 1860)
- 24 listopada – Zachary Taylor, dwunasty prezydent USA (zm. 1850)
- 24 grudnia
  - Tomasz Andrzej Łubieński, polski szwoleżer, baron Cesarstwa Francuzów, generał, senator, ziemianin i przedsiębiorca (zm. 1870)
  - Helena Pawłowna Romanowa, wielka księżna Rosji i Mecklenburg-Schwerin (zm. 1803)
- data dzienna nieznana: 
  - Julia Kim, koreańska męczennica, święta katolicka (zm. 1839)
  - Róża Kim No-sa, koreańska męczennica, święta katolicka (zm. 1839)
  - Michał Korczyński, polski duchowny katolicki, biskup przemyski (zm. 1839)
  - Agata Yi So-sa, koreańska męczennica, święta katolicka (zm. 1839)

## Zmarli
- 24 kwietnia – Franciszek Bohomolec, polski jezuita, redaktor, komediopisarz, poeta, publicysta, tłumacz, wydawca (ur. 1720)
- 25 maja – Michał Hieronim Krasiński, poseł na sejmy, marszałek generalny konfederacji barskiej w Koronie (ur. 1712)
- 31 lipca – Denis Diderot, francuski pisarz, filozof (ur. 1713)
- 26 sierpnia – Antoni Kazimierz Ostrowski, arcybiskup gnieźnieński, a wcześniej biskup włocławski (ur. 1713)
- 28 sierpnia – Juniper Serra, hiszpański franciszkanin, misjonarz uważany za założyciela kilkunastu miast amerykańskich, święty katolicki (ur. 1713)
- 13 grudnia – Samuel Johnson, brytyjski pisarz i leksykograf (ur. 1709)

## Święta ruchome
- Tłusty czwartek: 19 lutego
- Ostatki: 24 lutego
- Popielec: 25 lutego
- Niedziela Palmowa: 4 kwietnia
- Wielki Czwartek: 8 kwietnia
- Wielki Piątek: 9 kwietnia
- Wielka Sobota: 10 kwietnia
- Wielkanoc: 11 kwietnia
- Poniedziałek Wielkanocny: 12 kwietnia
- Wniebowstąpienie Pańskie: 20 maja
- Zesłanie Ducha Świętego: 30 maja
- Boże Ciało: 10 czerwca